# Detlef Weigel

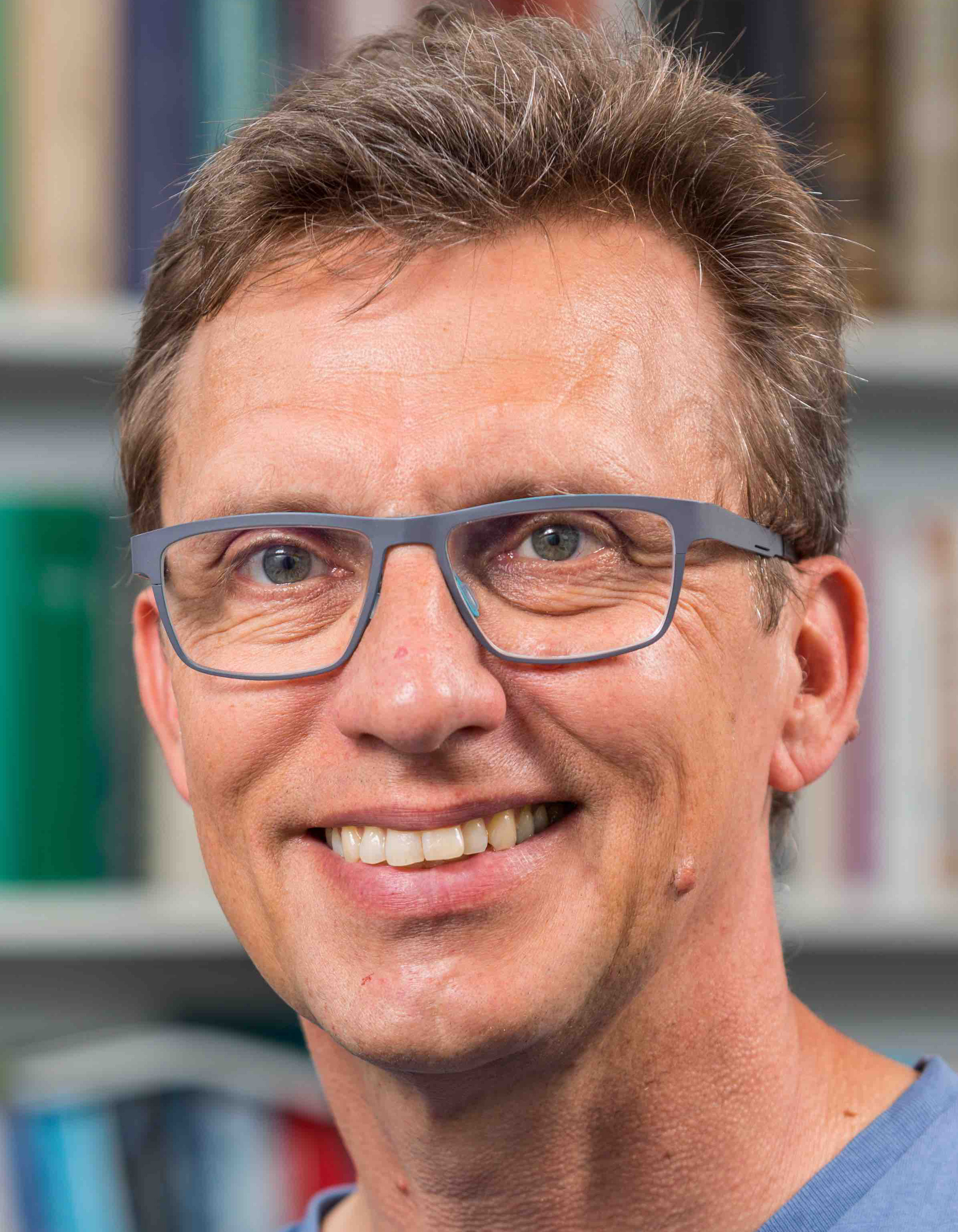
Weigel 2016

Detlef Weigel (* 15. Dezember 1961 in Dannenberg) ist ein deutsch-amerikanischer Biologe.

## Leben
Detlef Weigel wuchs in Lüchow (Wendland) auf, studierte von 1981 bis 1985 Biologie und Chemie an den Universitäten Bielefeld und Köln. Seine Diplomarbeit über die Neurogenese bei Drosophila fertigte er bei José Campos-Ortega an. Danach wechselte er an das Max-Planck-Institut für Entwicklungsbiologie, wo er bei Herbert Jäckle die Musterbildung im Drosophila-Embryo untersuchte. In seiner Doktorarbeit beschrieb er das erste Mitglied einer wichtigen Klasse von Transkriptionsfaktoren, der Forkhead-Proteine. Seine mit summa cum laude ausgezeichnete Dissertation reichte er 1988 an der Eberhard Karls Universität Tübingen ein.
Während seines Postdoc-Aufenthalts bei Elliot Meyerowitz am Caltech in Pasadena wandte er sich der pflanzlichen Molekularbiologie zu: er klonierte und charakterisierte das Blüten-Identitätsgen LEAFY aus der Arabidopsis thaliana (Ackerschmalwand). Von 1993 bis 2002 war er als Assistant und Associate Professor am Salk Institute for Biological Studies in La Jolla tätig. Er nahm 2002 einen Ruf als wissenschaftliches Mitglied und Direktor am Max-Planck-Institut für Entwicklungsbiologie (seit 2022 Max-Planck-Institut für Biologie Tübingen) an, wo er die Abteilung für Molekularbiologie gründete. Er ist weiterhin Honorarprofessor am Salk Institute for Biological Studies und an der Universität Tübingen.

## Werk
Weigel hat in den 1990ern hauptsächlich die Blütenentwicklung und die Kontrolle des Blühbeginns untersucht. Auf beiden Gebieten haben die Arbeiten seines Labors wesentliche und oft Bahn brechende Erkenntnisse geliefert. So gelang es ihm und seinem Mitarbeiter Ove Nilsson, das LEAFY-Gen aus der Arabidopsis thaliana auf Zitterpappeln zu übertragen, wodurch sich der Zeitraum bis zur Blüte dieses Baumes auf wenige Monate reduziert. Des Weiteren entdeckten Weigel und seine Mitarbeiter das FT-Gen, dessen Produkt ein wichtiger Bestandteil des mobilen Blühsignals ist; die Fachzeitschrift Science zählte dies zu den drei wichtigsten Erkenntnissen des Jahres 2005. Von ihm entwickelte neuartige genetische Verfahren führten zur Entdeckung der ersten MicroRNA-Mutante in Pflanzen.
Die Beschäftigung mit Faktoren, die den Blühbeginn steuern, erweckte bei Weigel das Interesse für die Evolution adaptiver Merkmale, für die das Blühen ein Paradebeispiel darstellt. Neben Arbeiten zur genetischen Variation beim Blühbeginn und anderen umweltabhängigen Entwicklungsvorgängen kommt ebenfalls der Erstellung neuer genomischer Ressourcen, wie der ersten Haplotypkarte bei einem nicht-menschlichen Organismus, eine große Bedeutung zu. Zu diesem Zweck rief Weigel das 1001 Genomes Projekt für Arabidopsis thaliana ins Leben. In seiner eigenen Forschung nutzte er diese Ressourcen unter anderen, um die molekularen und evolutionären Grundlagen eines in Hybriden auftretenden Autoimmunitätssyndrom zu untersuchen. Viele der ursächlichen Gene kodieren für Komponenten des pflanzlichen Immunsystems, was auf Beschränkungen bei der Kombination von optimalen Resistenzgenen hinweist. Seit einigen Jahren beschäftigt sich Weigel mehr und mehr mit Fragen an der Schnittstelle von Evolution und Ökologie  Wie können sich Wildpflanzen an den Klimawandel anpassen, und wie schaffen sie es, ihre Krankheitserreger in Schach zu halten?

## Preise und Auszeichnungen
- 1989 Dieter-Rampacher-Preis der Max-Planck-Gesellschaft
- 1994 Young Investigator Award der National Science Foundation der USA
- 2001 Charles Albert Shull Preis der American Society of Plant Biologists
- 2003 Wahl zum Mitglied der European Molecular Biology Organization (EMBO)
- 2007 Gottfried-Wilhelm-Leibniz-Preis der Deutschen Forschungsgemeinschaft (DFG)
- 2008 Wahl zum Mitglied der Deutschen Akademie der Naturforscher Leopoldina[17]
- 2009 Als US-Bürger Wahl zum Mitglied der US-amerikanischen National Academy of Sciences
- 2010 Wahl zum auswärtigen Mitglied der Royal Society[18]
- 2010 Otto-Bayer-Preis
- 2010 Wahl zum Mitglied der Heidelberger Akademie der Wissenschaften
- 2011 Landesforschungspreis Baden-Württemberg
- 2011 Wahl zum Mitglied der American Association for the Advancement of Science
- 2015 Gregor-Mendel-Medaille der Deutschen Akademie der Naturforscher Leopoldina
- 2016 Genetics Society of America Medal
- 2019 McClintock Prize for Plant Genetics and Genome Studies[19]
- 2019 Mitglied der American Academy of Arts and Sciences
- 2019 McClintock Prize
- 2020 Novozymes Preis der Novo Nordisk Stiftung[20]
- 2021 Stephen Hales Preis der American Society of Plant Biologists[21]